# Frank J. Selke Trophy
Frank J. Selke Trophy er et trofæ der årligt gives til den bedste defensive forward i NHL. Vinderen findes efter en afstemning blandt medlemmerne af Professional Hockey Writers' Association. Afstemningen foretages umiddelbart efter afslutningen på grundspillet.
Trofæet har fået sit navn efter Frank J. Selke, en tidligere General Manager for Toronto Maple Leafs og Montreal Canadiens. Trofæet blev uddelt første gang efter sæsonen 1977-78.
I sæsonen 2007-08 vandt Pavel Datsyuk fra Detroit Red Wings trofæet foran klubkammeraten Henrik Zetterberg og John Madden fra New Jersey Devils.

## Frank J. Selke Trophy vindere
- 2008 – Pavel Datsyuk, Detroit Red Wings
- 2007 – Rod Brind'Amour, Carolina Hurricanes
- 2006 – Rod Brind'Amour, Carolina Hurricanes
- 2005 – Ikke uddelt pga lockout
- 2004 – Kris Draper, Detroit Red Wings
- 2003 – Jere Lehtinen, Dallas Stars
- 2002 – Michael Peca, New York Islanders
- 2001 – John Madden, New Jersey Devils
- 2000 – Steve Yzerman, Detroit Red Wings
- 1999 – Jere Lehtinen, Dallas Stars
- 1998 – Jere Lehtinen, Dallas Stars
- 1997 – Michael Peca, Buffalo Sabres
- 1996 – Sergei Fedorov, Detroit Red Wings
- 1995 – Ron Francis, Pittsburgh Penguins
- 1994 – Sergei Fedorov, Detroit Red Wings
- 1993 – Doug Gilmour, Toronto Maple Leafs
- 1992 – Guy Carbonneau, Montreal Canadiens
- 1991 – Dirk Graham, Chicago Blackhawks
- 1990 – Rick Meagher, St. Louis Blues
- 1989 – Guy Carbonneau, Montreal Canadiens
- 1988 – Guy Carbonneau, Montreal Canadiens
- 1987 – Dave Poulin, Philadelphia Flyers
- 1986 – Troy Murray, Chicago Black Hawks
- 1985 – Craig Ramsay, Buffalo Sabres
- 1984 – Doug Jarvis, Washington Capitals
- 1983 – Bobby Clarke, Philadelphia Flyers
- 1982 – Steve Kasper, Boston Bruins
- 1981 – Bob Gainey, Montreal Canadiens
- 1980 – Bob Gainey, Montreal Canadiens
- 1979 – Bob Gainey, Montreal Canadiens
- 1978 – Bob Gainey, Montreal Canadiens